# ذلب متغير
ذلب متغير (الاسم العلمي:Sansevieria varians) هو نوع من النباتات يتبع جنس الذلب من الفصيلة الهليونية.